# Halloweenská noc
Halloweenská noc (ang. název: Trick 'r Treat) je americko-kanadský povídkový hororový film z roku 2008. Film režíroval Michael Dougherty. Je antologií čtyř halloweenských příběhů.

## Děj
Je 31. října. Středoškolský ředitel Steven Wilkins se vyžívá ve vraždění, neboť je sériový vrah. Toho dne má hned štěstí, když mu před domem krade sladkosti neznámý chlapec. Když chlapce naláká dovnitř, o zábavu má postaráno. Když chce tělo zakopat, stěžuje si na něj soused Kreeg, aby přestal vydávat hluk. Souseda po chvíli navštíví démonický koledník s dýní na hlavě a chce se za všechny ostatní děti Kreegovi pomstít za to, že Kreeg nerozdává sladkosti a nedodržuje zásady Halloweenu. Tou dobou se skupina dětí vydává poznat pravdu o příběhu školního autobusu v močále v kamenolomu, který převážel děti. Na jednoho ze skupiny nachystají žert; ten se ale nepovede a všichni, co si hráli na oživlé děti z autobusu, jsou v pasti a jenom jeden se jako jediný zachrání. Zatím se jiná mladá dívka pokusí o vyhledání nového přítele, avšak najde si ji Steven Wilkins, který ji bude cestou na párty pronásledovat. Když je dívka vrahem napadena, ukáže se, že dívka je s ostatními kamarádkami vlkodlak.